# Neuengamme
Neuengamme was een Duits concentratiekamp tijdens de Tweede Wereldoorlog. Het kamp ligt zo'n achttien kilometer ten zuidoosten van Hamburg bij het dorp Neuengamme.

## Ontstaan
Het kamp werd op 13 december 1938 geopend. Als dependance van Sachsenhausen was het kamp aanvankelijk bedoeld om arbeiders voor de plaatselijke SS-steenfabriek te huisvesten. In juni 1940 werd Neuengamme een zelfstandig concentratiekamp. Het hoofdkamp was 213.000 vierkante meter groot en ving de meeste mensen op.
Neuengamme bezat geen gaskamers of vergelijkbare methoden om mensen massaal van het leven te beroven. Desondanks stierven er meer dan 42.900 mensen door de onmenselijke toestanden in het kamp, waaronder epidemieën en gebrek aan voedsel. Tijdens de oorlog verbleven ongeveer 106.000 mensen in Neuengamme. Het hoogste gevangenisnummer dat in de dodenboeken vermeld staat is 87.067.000.

## Buitencommando's
In geheel Noord-Duitsland lagen nog 92 zogenaamde buitenkampen die bestuurlijk gezien onder Neuengamme vielen. Zelfs op het kanaaleiland Alderney was een buitenkamp. Deze buitenkampen hadden vaak maar een kort bestaan. In 1944 functioneerden er zestig gelijktijdig.

## Gevangenen

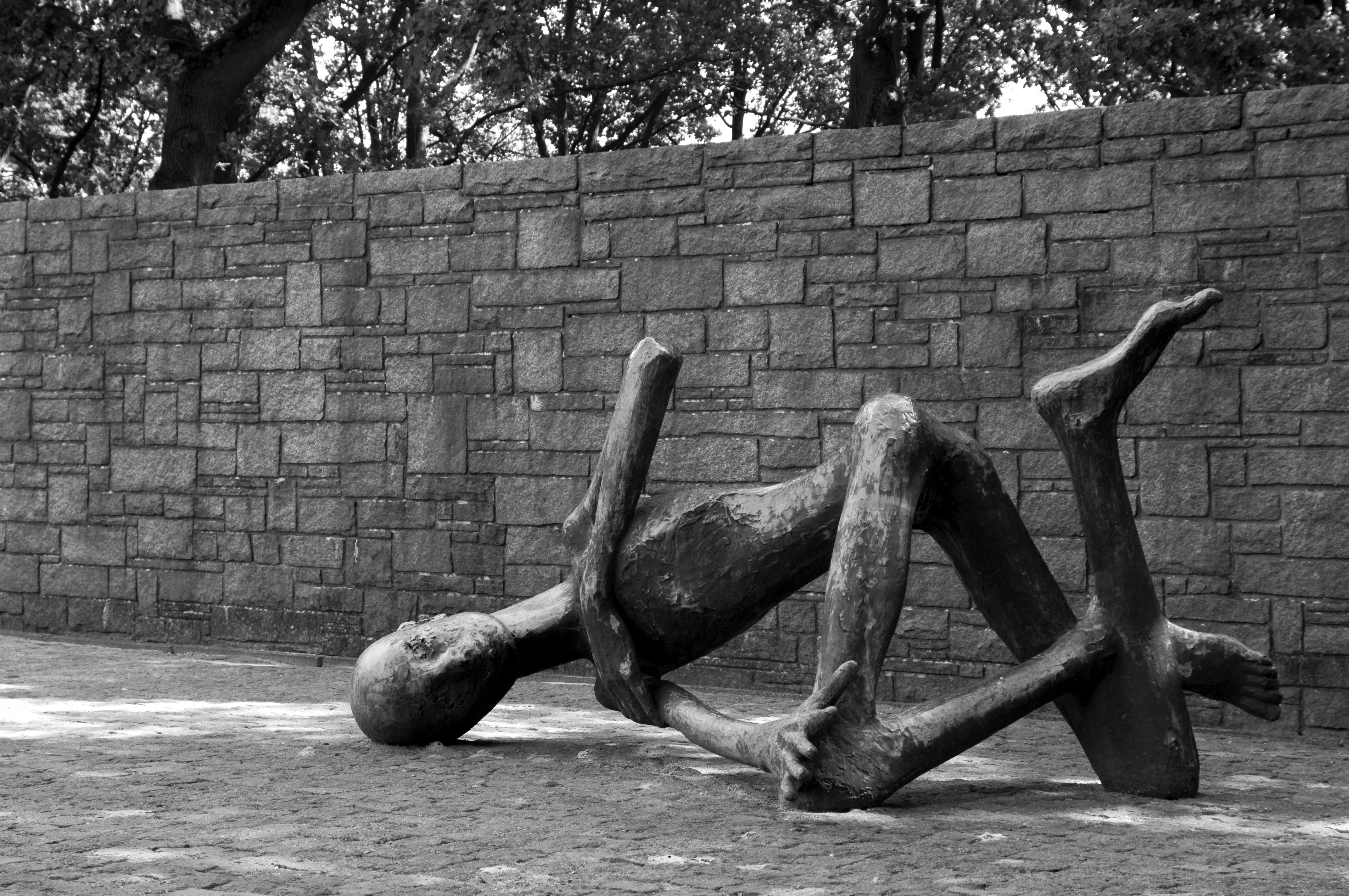
Monument "stervende gevangene"

De mensen in de kampen, afkomstig uit zo'n 28 landen, waren veelal krijgsgevangenen, gijzelaars, verzetsstrijders, Joden, Roma en Sinti, homoseksuelen en Jehova's getuigen.
Bij aankomst moesten alle persoonlijke bezittingen worden afgegeven. Vervolgens werd al het lichaamshaar afgeschoren en kreeg men een nummer op een zinken plaatje dat om de nek gedragen moest worden. De SS probeerde de morele en psychische weerstand van de gevangenen te breken door hen in vernederende omstandigheden te laten leven en werken. De barakken waren overvol, sanitaire voorzieningen waren ontoereikend en enige privacy was er niet. Men kreeg onvoldoende voedsel en moest zware arbeid verrichten. De dag was zo strikt ingedeeld dat er nauwelijks een vrije minuut overbleef.
In de zomer van 1944 werden veel vrouwelijke ingezetenen van Auschwitz met hun Aufseherinnen (onder anderen Käthe Becker, Erna Dickman en Angelika Grass) naar Neuengamme gezonden. Slechts een handvol van deze opzichters werd na de oorlog in Neurenberg berecht.

### Belgen

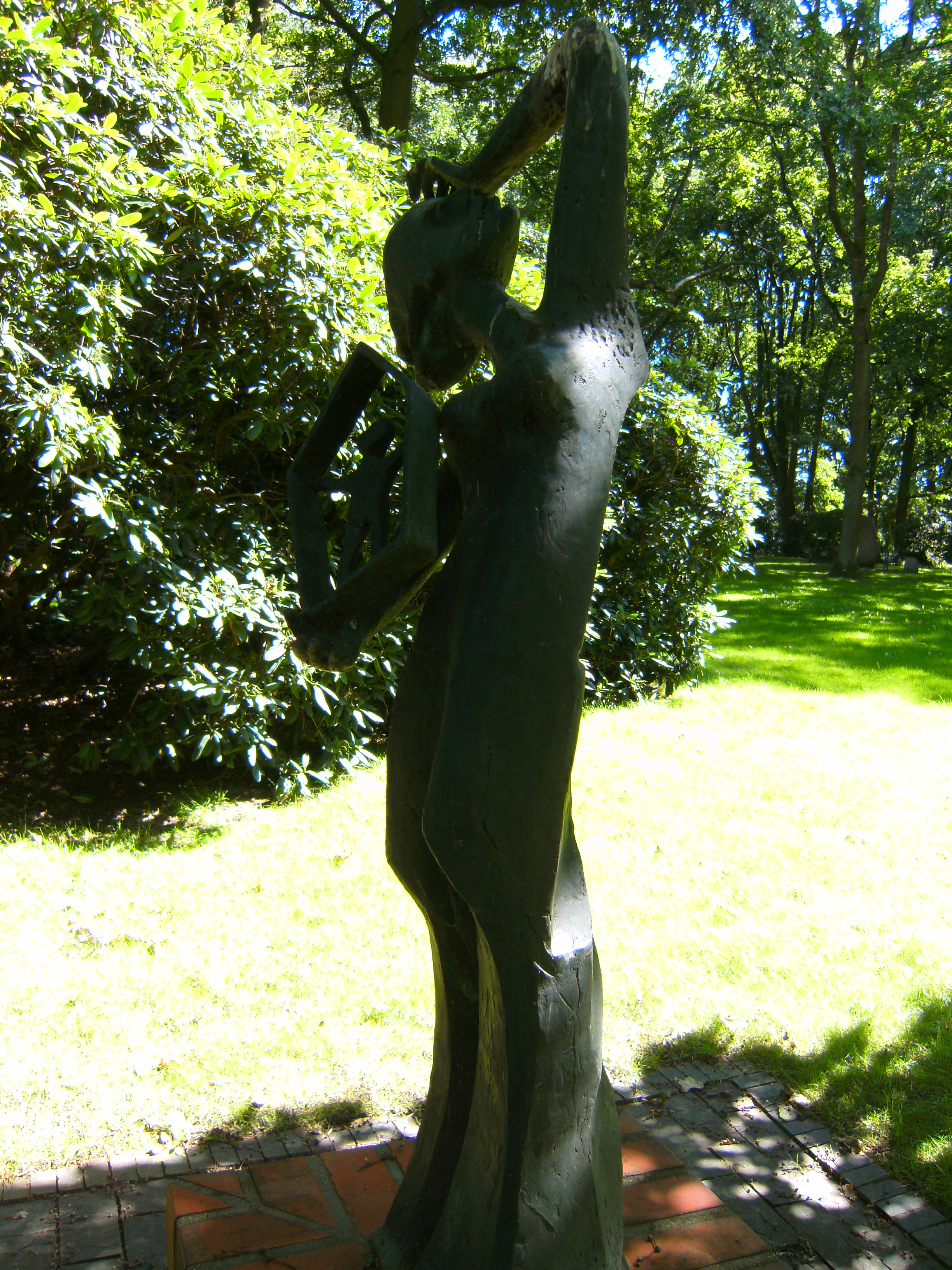
Monument in het kamp van Neuengamme in Hamburg: De wanhoop van Meensel-Kiezegem

Uit België werden ongeveer 5.000 gevangenen naar Neuengamme gedeporteerd.
Meestal ging het om politieke gevangenen die vanwege 'anti-Duitse' handelingen waren opgepakt, geen gevolg wilden geven aan Duitse bevelen of actief waren in het verzet.
De Belgen waren meestal eerst opgesloten in het Fort van Hoei of in het kamp van Breendonk. Na Operatie Sonnenwende kwam op 24 september 1941 een eerste treinkonvooi uit België aan met 256 politieke gevangenen. In Aarlen werden 40 inwoners als gijzelaars opgepakt en naar Neuengamme gevoerd. Bij razzia's in de gemeente Meensel-Kiezegem werden alle mannen als represaillemaatregel opgepakt. De meesten kwamen om.

### Nederlanders

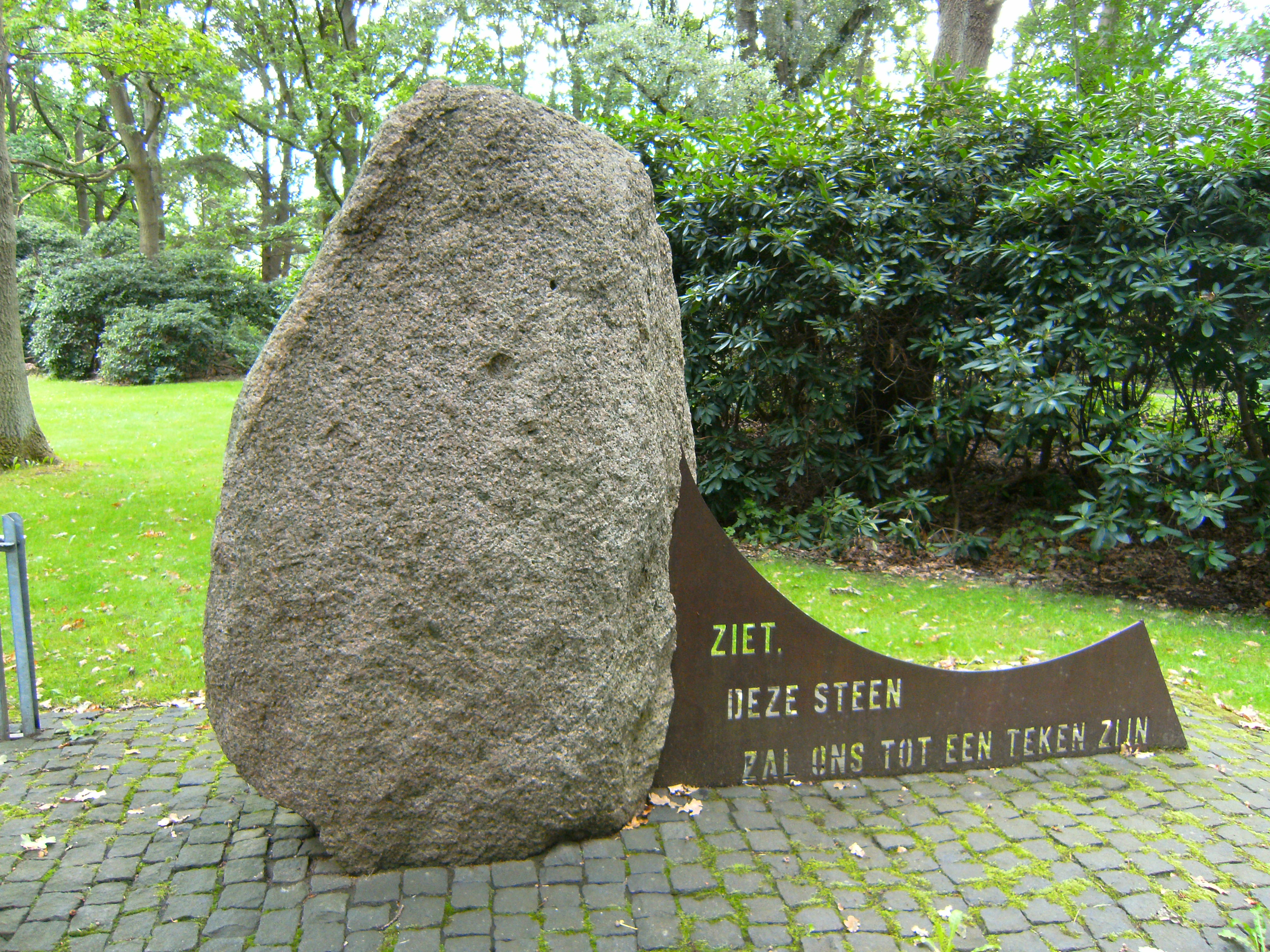
Monument in het kamp van Neuengamme in Hamburg: gedenksteen voor de gedeporteerden uit Putten, Nederland

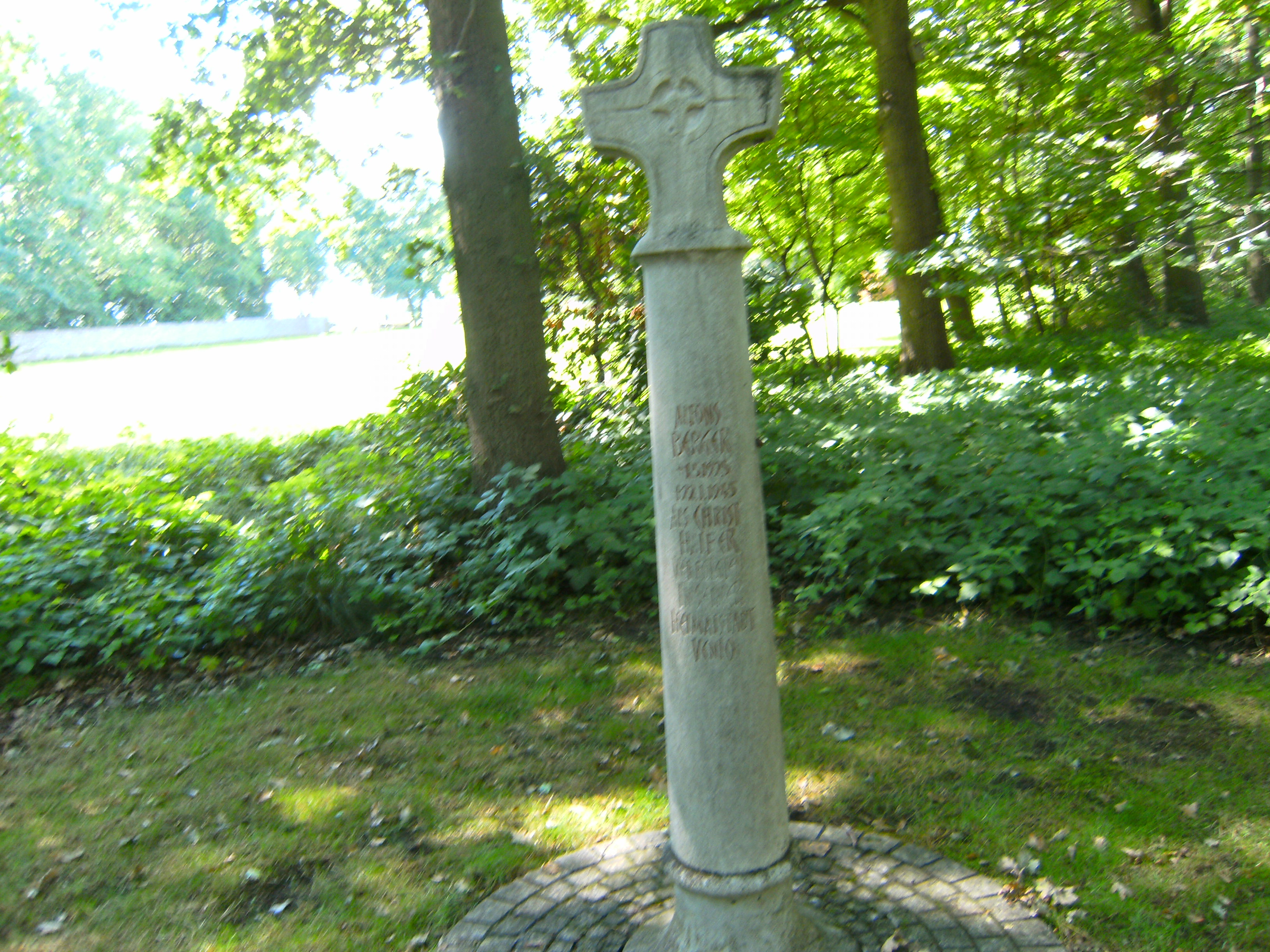
Monument in het kamp van Neuengamme in Hamburg: pilaar aan het herdenken aan Alfons Berger (1915-1945), Stokt, Nederland

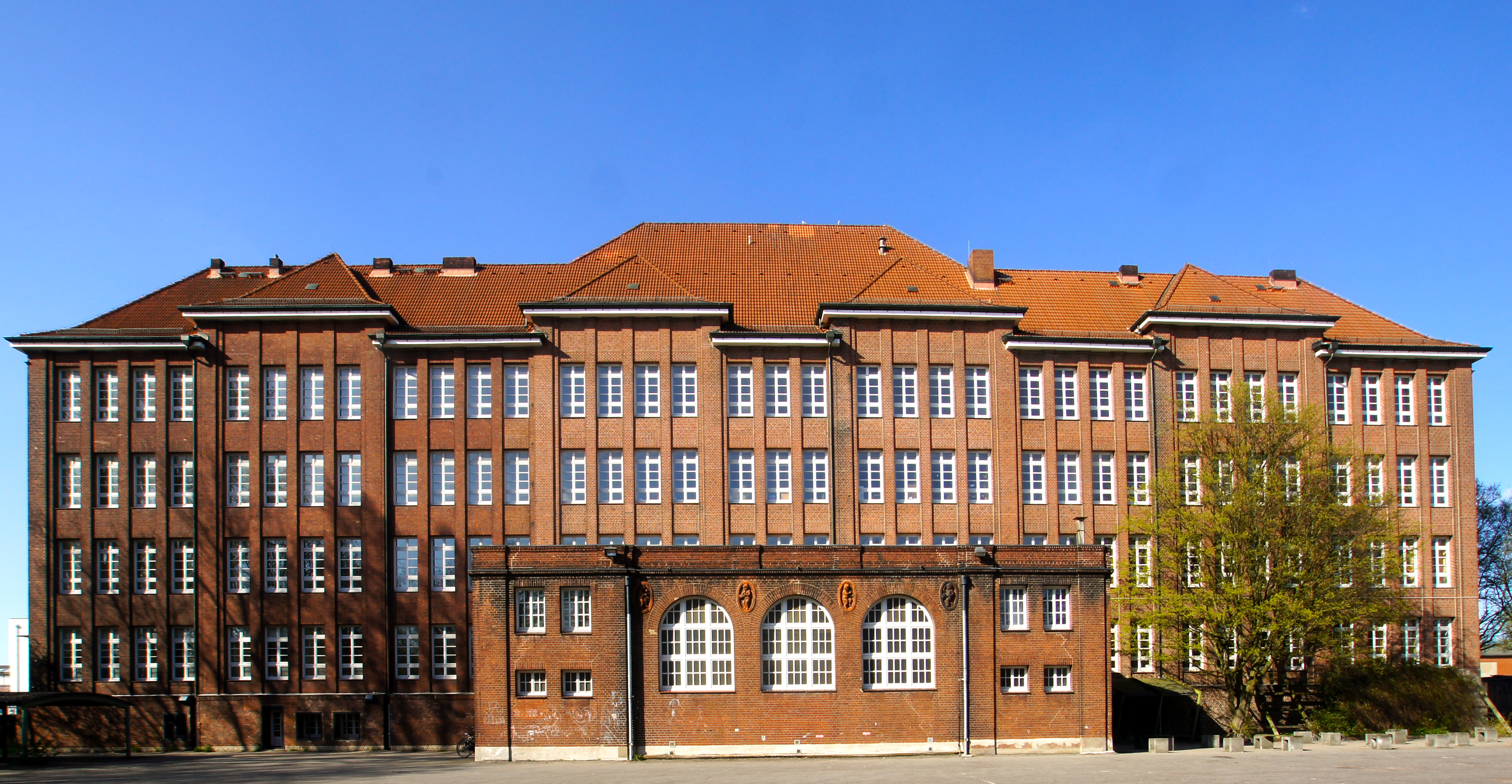
Hamburg (Rothenburgsort), Duitsland: Bullenhuser Damm-school waar de nazi's op 20 april 1945 20 Joodse kinderen, 2 Fransen, 2 Nederlanders en minstens 24 Russen vermoord hebben.

Op 19 november 1941 arriveerden de eerste 270 Nederlanders in Neuengamme. Vast staat dat in 21 rechtstreekse transporten, meestal vanuit Amersfoort, 3.084 Nederlanders naar Neuengamme werden getransporteerd. Het totaal aantal Nederlanders dat in Neuengamme werd ondergebracht, wordt geschat op 6950. Onder hen honderden vroeg in de oorlog gearresteerde communisten, anti-Duitse politiemensen en 601 mannen van de vergeldings-razzia van Putten. Volgens de dodenboeken kwamen minimaal 3500 Nederlanders in Neuengamme om. Het aantal omgekomenen ligt ongetwijfeld hoger. Omdat vrijwel de gehele kampadministratie is vernietigd, is het moeilijk om de juiste aantallen vast te stellen. Het is zeker dat 613 Nederlanders Neuengamme hebben overleefd.
Tot de Nederlanders die in Neuengamme omkwamen, behoren Felix van der Stok (broer van Bram van der Stok, oorlogsvlieger van Oranje), Willem Niemeijer, Jan van Duinen, Hendrik Bazuijnen (op 19 november 1941 aangekomen met de eerste groep Nederlanders, overleden op 22 april 1942), James van Beusekom, Jan Campert, Jan van Hout, Willem Idenburg, Johannes Petrus Lijding, Rudolf Tappenbeck, Rein Boomsma, Sybrand Marinus van Haersma Buma, Anton de Kom (die in het buitenkamp Sandbostel overleed), Gerrit Kroon (Sandbostel), Johannes Rijpstra (die in het buitenkamp Hamburg-Hammerbrook omkwam), Abraham Ledeboer, Jo Lokerman en Binne Roorda (overleed eveneens in Sandbostel). Het Tweede Kamerlid Louis de Visser (CPN) overleefde het kamp, maar kwam om bij het geallieerde bombardement op het schip Cap Arcona. Ook de latere journalist W.L. ("Boebie") Brugsma overleefde Neuengamme. Andries van Dantzig, die later psychiater zou worden, behoorde tot de overlevenden van het buitenkamp in Schwesing bij Husum. Hij zou in 2005 het eerste exemplaar in ontvangst nemen van een boek over de Nederlanders in het kamp.
Ook de Duitse tandarts Fritz Pfeffer overleed in Neuengamme. Pfeffer was in het Achterhuis.
Op 20 april 1945 werden de Eindhovense broertjes Edo en Lexje Hornemann samen met 18 andere kinderen en hun begeleiders (onder meer de Nederlandse Dirk Deutekom en Anton Holzel) vermoord in de school aan de Bullenhuser Damm in Hamburg, een buitenkamp van Neuengamme. Voorafgaand aan deze moorden werden er medische experimenten uitgevoerd op de kinderen.

## Ontruiming en bevrijding

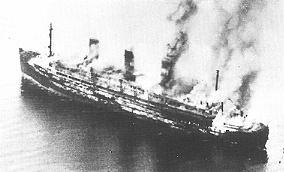
De brandende Cap Arcona kort na de aanval.

Vanaf 20 april 1945 werden duizenden gevangenen van Neuengamme in schepen geladen, waaronder de Cap Arcona en de Thielbek en achtergelaten in de baai van Lübeck. Op die manier probeerden de nazi's het bewijs dat het concentratiekamp had bestaan te verdoezelen. De geallieerden, die de schepen aanzagen voor troepentransportvaartuigen, brachten de schepen op 3 mei 1945 tot zinken, waarbij naar schatting 7000 tot 8000 mensen omkwamen. Velen die de oever wisten te bereiken werden door de SS neergeschoten.
Op 4 mei 1945 werd Neuengamme door de geallieerden bevrijd.

## Na de oorlog
Na de oorlog werd Neuengamme gebruikt om leden van de SS, Wehrmachtsoldaten en leden van de nazipartij te interneren. Later werd door de justitiële overheid een strafgevangenis op het kampterrein gebouwd.
In februari 2021 werd de voormalige kampbewaker Karl Berger (95 jaar oud) op last van de rechter aangehouden en voor berechting overgebracht naar Duitsland. Hij was na de oorlog gevlucht naar Tennessee, Verenigde Staten.

### Monumenten

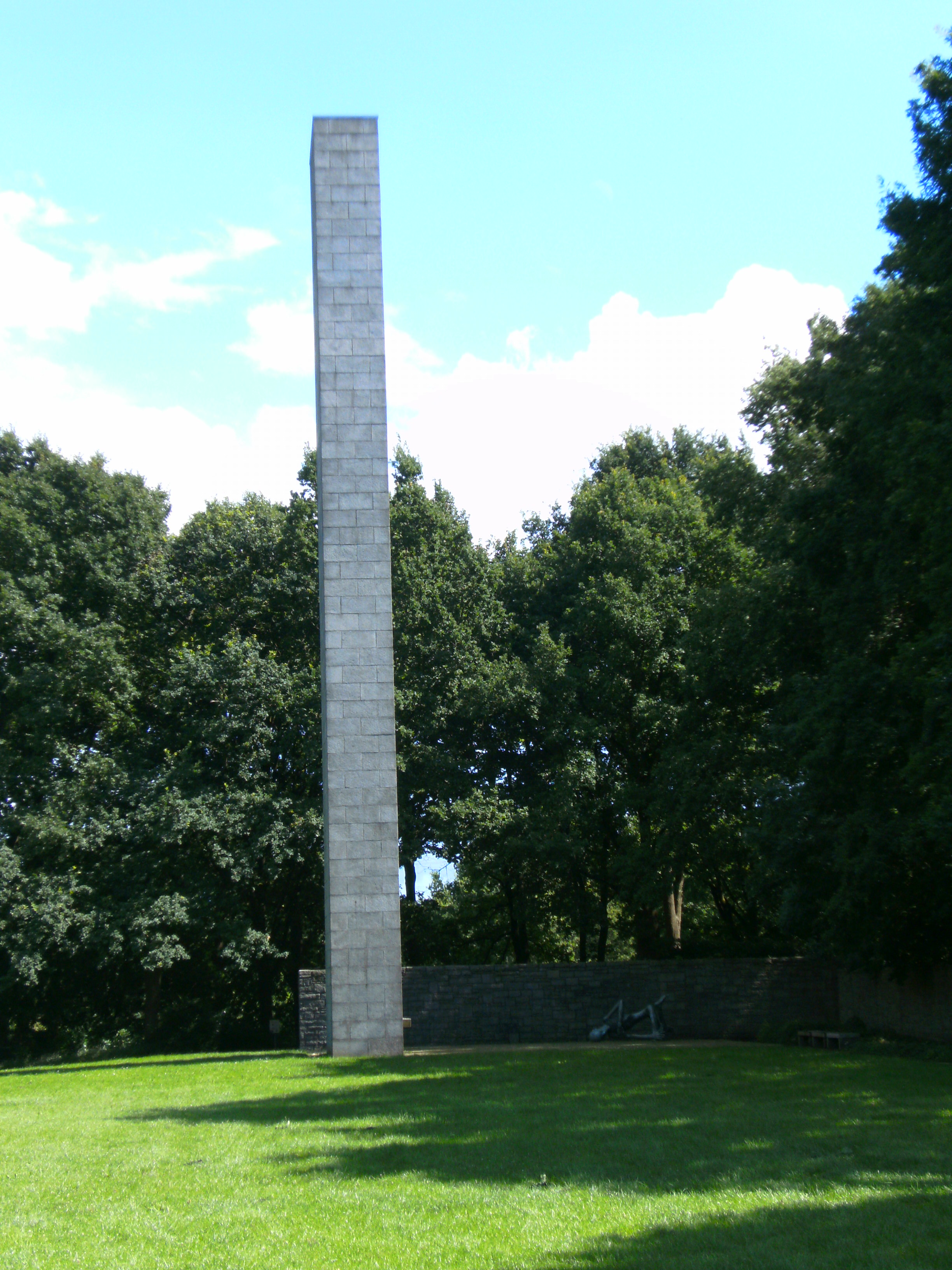
Gedenkteken

In de jaren 60 werd op initiatief van een vereniging van voormalige Franse kampbewoners begonnen met het inrichten van een gedenkplaats op het kampterrein. Neuengamme fungeert tegenwoordig als een oorlogsmonument met herbouwde kampelementen en permanente exposities. Op het hoofdterrein staan drie monumenten op de plaats waar de oudste steenfabriek stond. Aan het begin van het terrein is een stukje spoorrails gereconstrueerd. Daarop staat een replica van een goederenwagon.
Drie van Neuengammes buitenkampen zijn omgevormd tot oorlogsmonumenten:
- een voor de twintig kinderen die in Hamburg aan medische experimenten werden onderworpen en vlak voor de Duitse capitulatie om het leven werden gebracht.
- één als herdenking van de slavenarbeid die vrouwen uit het Poolse getto van Łódź moesten verrichten.
- één in de Fuhlsbüttel gevangenis, waar vooral communisten en politieke tegenstanders werden opgesloten. Zo'n 450 van hen werden door de nazi's vermoord.

### Kampadministratie
Bijna de volledige administratie van Neuengamme is vernietigd. Omdat een gevangene de boeken uit de ziekenbarakken in de steenfabriek heeft verstopt zijn duizenden namen bewaard gebleven. Verder rest er een door gevangenen bijgehouden dodenboek en zijn er gegevens van het Rode Kruis. Er wordt nog steeds gewerkt aan de reconstructie van de administratie, maar het ziet er niet naar uit dat deze nog volledig te krijgen is.

## Overleden
- Jan de Boer (1902-1944), voetballer